# Sklepnice obecná
Sklepnice obecná (Scoliopteryx libatrix) (také nazývaná lalokokřídlec vrbový nebo můra sklepní) je druh motýla z čeledi můrovitých vyskytující se v Česku.

## Vzhled

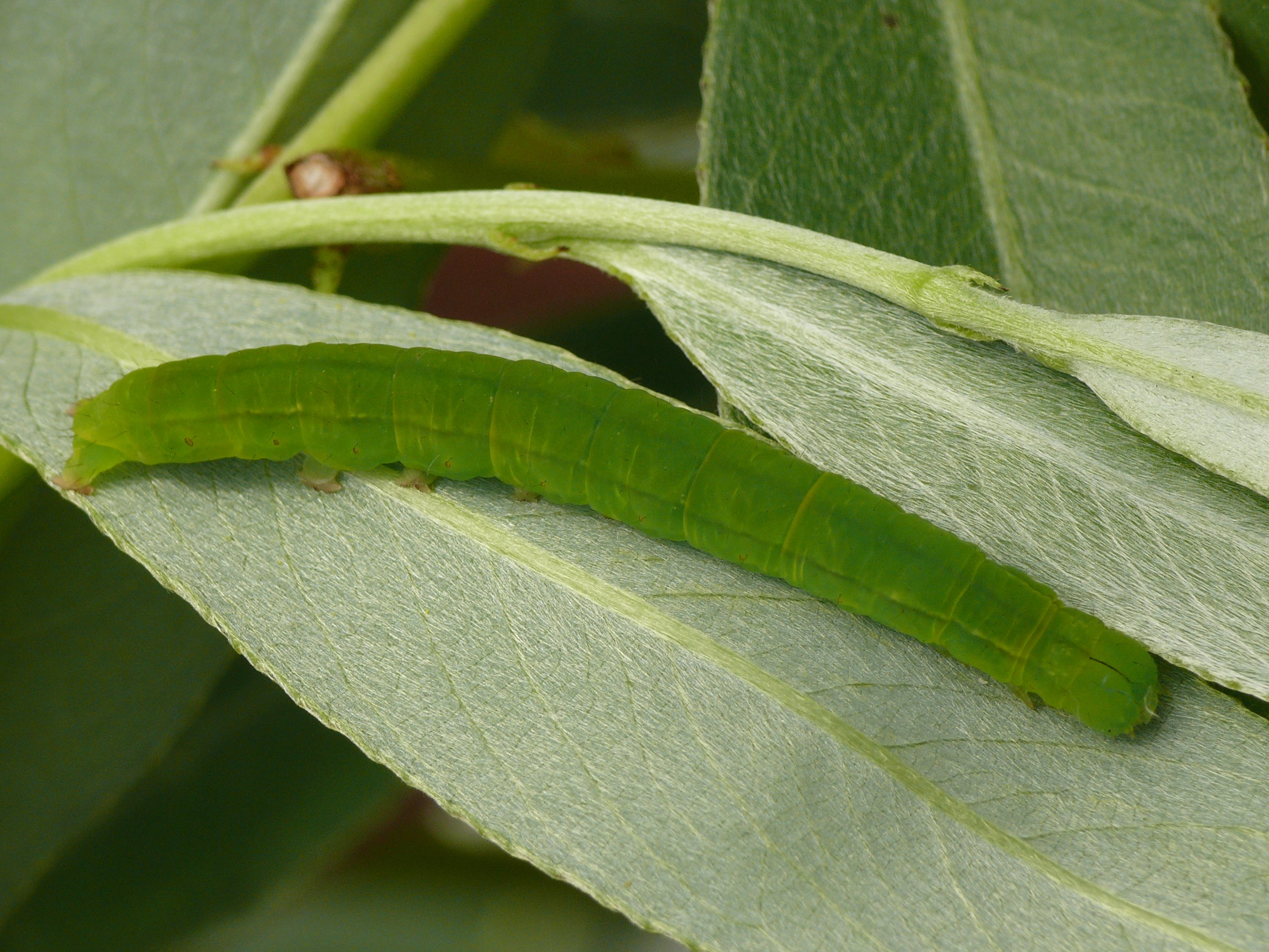
Housenka

Sedící můra se složenými křídly je dlouhá 2 cm. Křídla jsou hnědá, na křídlech je vždy velká zlatá skvrna a 2 bílé tečky, přes křídlo jsou také 2 bílé čáry. Zadní křídla jsou šedá. Housenka je zelená se žlutým pruhem podél těla. Nohy jsou hnědobíle pruhované.

## Výskyt
Vyskytuje se ve vegetaci na břehu řek, v parcích, zahradách, také na okraji lesa nebo v světlejších častech lesa. Živné stromy housenek jsou topoly a vrby.

## Život
Jsou aktivní hlavně v noci, ale také méně často i přes den. Neživí se nektarem jako ostatní motýli, ale vysávají šťávu z bobulovitého ovoce, sosák mají uzpůsobený k propichování jeho slupky. Přezimovávají společně ve skupinách na krytých místech namačkaní na sobě.